# Numero poligonale
In matematica, un numero poligonale è un numero figurato che può essere disposto a raffigurare un poligono regolare.

## Introduzione
Gli antichi matematici scoprirono che alcuni numeri potevano essere raffigurati in determinati modi quando rappresentati da semi o sassolini. Il numero 10, ad esempio, può formare un triangolo:
| * · * · * · * · * · * · * · * · * · * |
ed è quindi un numero triangolare, ma non può formare un quadrato, al contrario del numero 9, che è per l'appunto un numero quadrato (o quadrato perfetto)
| * · * · * · * · * · * · * · * · * |
Alcuni numeri, come 36, che possono essere rappresentati sia come quadrati che come triangoli, prendono il nome di numeri quadrati triangolari:
| * · * · * · * · * · * · * · * · * · * · * · * · * · * · * · * · * · * · * · * · * · * · * · * · * · * · * · * · * · * · * · * · * · * · * · * |  | * · * · * · * · * · * · * · * · * · * · * · * · * · * · * · * · * · * · * · * · * · * · * · * · * · * · * · * · * · * · * · * · * · * · * · * |
In modo analogo sono definiti i numeri pentagonali, esagonali, e, in generale, s-gonali. In questi casi, però, il diagramma che si ottiene non è più altamente compatto, come nei casi di poligoni con tre o quattro lati.

Indicando con {\displaystyle P_{s}(n)} l’n-esimo numero s-gonale, si definisce in generale

{\displaystyle P_{s}(1)=1} e {\displaystyle P_{s}(2)=s} qualunque sia s, ovvero il secondo numero della serie dei numeri s-gonali è pari al numero dei vertici (o dei lati) del poligono.
I successivi numeri s-gonali si ottengono prolungando di un punto due lati consecutivi del poligono e aggiungendo poi i restanti lati (tutti della stessa lunghezza) fra questi. Nei seguenti schemi, il passaggio da un numero al successivo, è indicato con pallini rossi.

## Numeri triangolari
L’n-esimo numero triangolare T(n) si ottiene sommando fra loro i primi n numeri naturali:
{\displaystyle T(n)=1+2+3+\ldots +n={\frac {n(n+1)}{2}}={\binom {n+1}{2}}} (formula di Gauss).
I numeri triangolari possono essere ottenuti in modo ricorsivo:
{\displaystyle T(n)=T(n-1)+n\qquad } per {\displaystyle n>1} (ricordando che {\displaystyle T(1)=1}).

## Numeri quadrati
L’n-esimo numero quadrato Q(n) si ottiene sommando fra loro i primi n numeri dispari:
{\displaystyle Q(n)=1+3+5+\ldots +(2n-1)=n^{2}.}
I numeri quadrati possono essere ottenuti in modo ricorsivo:
{\displaystyle Q(n)=Q(n-1)+(2n-1)\qquad } per {\displaystyle n>1} ({\displaystyle Q(1)=1}).
Vale l'identità
{\displaystyle Q(n)=T(n)+T(n-1)}
ossia ogni quadrato perfetto può essere ottenuto sommando due numeri triangolari consecutivi. L'uguaglianza può essere facilmente dimostrata tramite la formula di Gauss. Lo stesso risultato può essere dedotto dalla figura seguente in cui il quadrato è stato diviso in due triangoli, uno di lato pari a quello del quadrato (contiene la diagonale), e l'altro col lato più corto di uno.
| * · * · * · * · * · * · * · * · * · * · * · * · * · * · * · * · * · * · * · * · * · * · * · * · * · * · * · * · * · * · * · * · * · * · * · * |

## Numeri pentagonali
L’n-esimo numero pentagonale {\displaystyle P_{5}(n)} si ottiene costruendo un nuovo pentagono partendo dal precedente, aggiungendo un punto a due lati adiacenti e costruendo ex novo gli altri tre lati, e contando tutti i punti, vecchi e nuovi. In pratica {\displaystyle P_{5}(n)} si ottiene sommando a {\displaystyle P_{5}(n-1)} i tre nuovi lati di {\displaystyle n} punti per un totale di {\displaystyle 3n-2} punti:
{\displaystyle P_{5}(n)=P_{5}(n-1)+(3n-2).}
Sviluppando all'indietro, sostituendo ogni numero pentagonale in funzione del precedente: 
{\displaystyle P_{5}(n)=3(1+2+3+\ldots +(n-1)+n)-2n=3{\frac {n(n+1)}{2}}-2n={\frac {1}{2}}n(3n-1).}
Che è equivalente alla:
{\displaystyle P_{5}(n)=1+4+7+10+\ldots +(3n-2).}
Dalla
{\displaystyle P_{5}(n)={\frac {1}{2}}n(3n-1)}
con semplici passaggi si ottiene:
{\displaystyle P_{5}(n)=n^{2}+{\frac {n(n-1)}{2}}=Q(n)+T(n-1)=T(n)+2T(n-1),}
ossia qualunque numero pentagonale si può esprimere in funzione di numeri triangolari.

## Numeri esagonali
Con ragionamenti analoghi a quelli effettuati sopra si ottengono le identità:
{\displaystyle P_{6}(n)=1+5+9+\ldots +(4n-3);}
{\displaystyle P_{6}(n)={\frac {4n^{2}-2n}{2}}=n(2n-1);}
{\displaystyle P_{6}(n)=P_{6}(n-1)+(4n-3);}
{\displaystyle P_{6}(n)=P_{5}(n)+T(n-1)=Q(n)+2T(n-1)=T(n)+3T(n-1).}

## Formule generali
Se s è il numero di lati di un poligono, la formula per l'n-esimo numero s-gonale si ottiene aggiungendo al precedente numero s-gonale {\displaystyle (s-2)} lati lunghi {\displaystyle n}, per un totale di {\displaystyle (s-2)(n-1)+1} punti, ossia
{\displaystyle P_{s}(n)=P_{s}(n-1)+(s-2)(n-1)+1.}
Si dimostra facilmente che ciò equivale a
{\displaystyle P_{s}(n)={{(s-2)n^{2}-(s-4)n} \over 2}.}
Generalizzando le formule ottenute per i numeri pentagonali ed esagonali, si ottengono anche le seguenti identità:
{\displaystyle P_{s}(n)=P_{s-1}(n)+T(n-1)}
{\displaystyle P_{s}(n)=P_{s-k}(n)+kT(n-1),\qquad \forall \ k\leq s-3,}
e quindi
{\displaystyle P_{s}(n)=T(n)+(s-3)T(n-1).}
Siccome
{\displaystyle T(n)=T(n-1)+n,}
allora
{\displaystyle P_{s}(n)=(s-2)T(n-1)+n.}

## Tabella dei primi numeris-gonali
Quando possibile, nella tabella, le formule generatrici sono state semplificate.
| Nome        | Formula      | n=1 | 2  | 3  | 4   | 5   | 6   | 7   | 8   | 9    | 10   | 11   | 12   | 13   |
| ----------- | ------------ | --- | -- | -- | --- | --- | --- | --- | --- | ---- | ---- | ---- | ---- | ---- |
| Triangolare | ½n(n + 1)    | 1   | 3  | 6  | 10  | 15  | 21  | 28  | 36  | 45   | 55   | 66   | 78   | 91   |
| Quadrato    | n2           | 1   | 4  | 9  | 16  | 25  | 36  | 49  | 64  | 81   | 100  | 121  | 144  | 169  |
| Pentagonale | ½n(3n - 1)   | 1   | 5  | 12 | 22  | 35  | 51  | 70  | 92  | 117  | 145  | 176  | 210  | 247  |
| Esagonale   | n(2n - 1)    | 1   | 6  | 15 | 28  | 45  | 66  | 91  | 120 | 153  | 190  | 231  | 276  | 325  |
| Ettagonale  | ½n(5n - 3)   | 1   | 7  | 18 | 34  | 55  | 81  | 112 | 148 | 189  | 235  | 286  | 342  | 403  |
| Ottagonale  | n(3n - 2)    | 1   | 8  | 21 | 40  | 65  | 96  | 133 | 176 | 225  | 280  | 341  | 408  | 481  |
| Ennagonale  | ½n(7n - 5)   | 1   | 9  | 24 | 46  | 75  | 111 | 154 | 204 | 261  | 325  | 396  | 474  | 559  |
| Decagonale  | n(4n - 3)    | 1   | 10 | 27 | 52  | 85  | 126 | 175 | 232 | 297  | 370  | 451  | 540  | 637  |
| 11-gonale   | ½n(9n - 7)   | 1   | 11 | 30 | 58  | 95  | 141 | 196 | 260 | 333  | 415  | 506  | 606  | 715  |
| 12-gonale   | n(5n - 4)    | 1   | 12 | 33 | 64  | 105 | 156 | 217 | 288 | 369  | 460  | 561  | 672  | 793  |
| 13-gonale   | ½n(11n - 9)  | 1   | 13 | 36 | 70  | 115 | 171 | 238 | 316 | 405  | 505  | 616  | 738  | 871  |
| 14-gonale   | n(6n - 5)    | 1   | 14 | 39 | 76  | 125 | 186 | 259 | 344 | 441  | 550  | 671  | 804  | 949  |
| 15-gonale   | ½n(13n - 11) | 1   | 15 | 42 | 82  | 135 | 201 | 280 | 372 | 477  | 595  | 726  | 870  | 1027 |
| 16-gonale   | n(7n - 6)    | 1   | 16 | 45 | 88  | 145 | 216 | 301 | 400 | 513  | 640  | 781  | 936  | 1105 |
| 17-gonale   | ½n(15n - 13) | 1   | 17 | 48 | 94  | 155 | 231 | 322 | 428 | 549  | 685  | 836  | 1002 | 1183 |
| 18-gonale   | n(8n - 7)    | 1   | 18 | 51 | 100 | 165 | 246 | 343 | 456 | 585  | 730  | 891  | 1068 | 1261 |
| 19-gonale   | ½n(17n - 15) | 1   | 19 | 54 | 106 | 175 | 261 | 364 | 484 | 621  | 775  | 946  | 1134 | 1339 |
| 20-gonale   | n(9n - 8)    | 1   | 20 | 57 | 112 | 185 | 276 | 385 | 512 | 657  | 820  | 1001 | 1200 | 1417 |
| 21-gonale   | ½n(19n - 17) | 1   | 21 | 60 | 118 | 195 | 291 | 406 | 540 | 693  | 865  | 1056 | 1266 | 1495 |
| 22-gonale   | n(10n - 9)   | 1   | 22 | 63 | 124 | 205 | 306 | 427 | 568 | 729  | 910  | 1111 | 1332 | 1573 |
| 23-gonale   | ½n(21n - 19) | 1   | 23 | 66 | 130 | 215 | 321 | 448 | 596 | 765  | 955  | 1166 | 1398 | 1651 |
| 24-gonale   | n(11n - 10)  | 1   | 24 | 69 | 136 | 225 | 336 | 469 | 624 | 801  | 1000 | 1221 | 1464 | 1729 |
| 25-gonale   | ½n(23n - 21) | 1   | 25 | 72 | 142 | 235 | 351 | 490 | 652 | 837  | 1045 | 1276 | 1530 | 1807 |
| 26-gonale   | n(12n - 11)  | 1   | 26 | 75 | 148 | 245 | 366 | 511 | 680 | 873  | 1090 | 1331 | 1596 | 1885 |
| 27-gonale   | ½n(25n - 23) | 1   | 27 | 78 | 154 | 255 | 381 | 532 | 708 | 909  | 1135 | 1386 | 1662 | 1963 |
| 28-gonale   | n(13n - 12)  | 1   | 28 | 81 | 160 | 265 | 396 | 553 | 736 | 945  | 1180 | 1441 | 1728 | 2041 |
| 29-gonale   | ½n(27n - 25) | 1   | 29 | 84 | 166 | 275 | 411 | 574 | 764 | 981  | 1225 | 1496 | 1794 | 2119 |
| 30-gonale   | n(14n - 13)  | 1   | 30 | 87 | 172 | 285 | 426 | 595 | 792 | 1017 | 1270 | 1551 | 1860 | 2197 |

## Formula inversa
Per un dato numero {\displaystyle s}-gonale {\displaystyle x}, è possibile trovare {\displaystyle n} mediante la formula:
{\displaystyle n={\frac {{\sqrt {8(s-2)x+(s-4)^{2}}}+s-4}{2(s-2)}}.}